# Google Fotos
Google Fotos (de l'anglès Google Photos) és una aplicació informàtica d'intercanvi de fotografia i de vídeo i servei d'emmagatzematge de Google. Es va anunciar al maig de 2015, moment en què també va separar-se de Google+, la xarxa social de la companyia. En el seu llançament, els crítics van escriure que el servei és un dels millors de la seva classe. El 14 de febrer de 2016 va substituir a Picasa, sent Google Fotos l'únic organitzador de fotografies de Google.

## Servei
Google Fotos és un bescanviador de fotos i de vídeo i servei d'emmagatzematge de Google. Les seves característiques fonamentals van ser incorporades prèviament en Google+, la xarxa social de la companyia. El nou Google Fotos inclou fotos i emmagatzematge de vídeo il·limitats en l'aplicació per Android, iOS, i en el navegador. L'aplicació crea una còpia de seguretat de les fotos per al servei en el núvol, accessible des de tots els seus dispositius connectats al servei.
El servei Fotos analitza i organitza les imatges en grups i es poden identificar etiquetes tals com platges, skylines, o "tempestes de neu a Toronto". Des de la finestra de cerca de l'aplicació, es mostra als usuaris cerques potencials per a grups de fotos en tres grans categories: People, Places i Things. El servei analitza les fotos de la cara i, les similars, les agrupa juntes a la categoria de People. Places utilitza les dades de l'etiquetatge geogràfic, però també pot determinar ubicacions en imatges de més edat mitjançant l'anàlisi dels principals punts de referència (per exemple, les fotos que contenen la Torre Eiffel). Things és la categoria processada per les fotos de diferents temes: aniversari, edificis, gats, concerts, menjar, graduacions, cartells, pantalles, etc. Els usuaris poden eliminar manualment els errors de categorització.
Els beneficiaris de les imatges compartides poden veure les galeries web sense necessitat de descarregar l'aplicació. Els usuaris poden passar els seus dits per la pantalla per ajustar la configuració d'edició de fotos del servei, en lloc d'utilitzar controls lliscants. Les imatges poden ser fàcilment compartides per les xarxes socials (Google+, Facebook, Twitter) i altres serveis. L'aplicació genera enllaços a les webs tant per als usuaris de Google Fotos com pels quals no ho són.
L'emmagatzematge il·limitat admet imatges de fins a 16 megapíxels i vídeos de fins a 1080p, les resolucions màximes per als usuaris de telèfons intel·ligents en mitjana del 2015. Els arxius més grans utilitzen l'espai d'emmagatzematge de Google Drive. Les fotografies de major grandària, en general preses per les càmeres réflex digitals, es poden carregar de forma manual a través del navegador web Google Chrome, o utilitzant una aplicació com SyncDocs que pot transferir directament fotografies de targetes de memòria de la càmera a Google Fotos.

## Funcions
L'aplicació conté diverses funcions per tal de facilitar el seu ús a l'usuari i que aquest, gràcies a aquestes funcions, tingui disponibilitat a certes eines que permeten manipular el contingut de l'aplicació al seu gust.
Aquestes funcions són:
- Alliberament d'espaiː Gràcies a la còpia de seguretat que realitza l'aplicació del contingut multimèdia del dispositiu, aquesta funció permet l'alliberament de tot l'espai d'emmagatzematge que ocupen els arxius multimèdia. D'aquesta manera l'usuari no s'ha de preocupar per quedar-se sense espai d'emmagatzematge en el seu dispositiu.
- Cerca visualː Aquesta funció permet la cerca de fotografies segons les persones, els llocs o les coses que apareguin en elles, sense necessitat d'etiquetar-les.
- Creació automàtica d'arxiusː Aquesta funció permet la creació automàtica de pel·lícules, collages, animacions, panoràmiques i molt més a partir de les fotos de l'usuari. L'usuari també pot realitzar aquestes creacions manualment. Ara també es poden emmagatzemar, veure i compartir fotos en moviment.
- Edició avançadaː Aquesta funció permet, mitjançant les seves eines d'edició, millorar les fotos i donar-lis vida. Es pot ajustar la llum, el contrast, el color i la vinyeta, com també permet a l'usuari triar entre 14 filtres per donar un altre aspecte a les seves fotografies.
- Àlbums automàtics intel·ligentsː L'aplicació crea automàticament un àlbum amb les millors fotos després d'un esdeveniment o viatge, i dona l'opció a que altres usuaris afegeixin les seves fotos.
- Compartir en segonsː Aquesta funció permet compartir fotos a l'instant amb qualsevol contacte, correu electrònic o número de telèfon, directament des de l'aplicació.
- Biblioteques compartidesː Aquesta funció permet a l'usuari proporcionar accés a altres usuaris a algunes de les seves fotos, com aquelles en les quals apareixen.
- Redescobreixː Aquesta funció recol·lecta automàticament fotos d'altres anys en collages i els mostra a l'usuari.
- Retransmetː Aquesta funció permet a l'usuari gaudir de les seves fotos i vídeos a la televisió gràcies a la compatibilitat amb Chromecast.